# 加州星鯊
加州星鲨（学名：Mustelus californicus），又稱加州貂鯊，為軟骨魚綱真鯊目皺唇鯊科星鯊屬的一種，分布於東太平洋美國加州南部至加利福尼亞灣海域，深度0至200公尺，體長最大可達116公分，壽命可達9年，棲息在大陸棚，屬肉食性，以甲殼類、魚類為食，卵胎生，生活習性不明，可作為食用魚及遊釣魚。